# Anna Matoušková (politička)
Anna Matoušková (22. listopadu 1889 Vědomice – ?) byla česká místní politička, v letech 1919 až 1924 starostka obce Vědomice u Roudnice nad Labem v okrese Litoměřice. Roku 1919 se stala první vykonavatelkou funkce starostky obce v historii Československa.

## Život
Narodila se v roce 1889 ve Vědomicích. Roku 1919 získala po prvních československých komunálních volbách konaných 15. června 1919 funkci starostky obce Vědomice. To bylo umožněno novým československým volebním zákonem, který oproti rakousko-uherskému nově umožňoval všeobecnou politickou kandidaturu do veřejných funkcí (do městských a obecních zastupitelstev se ve volbách roku 1919 dostala řada političek, například v Plzni či Brně). Ve funkci starostky dokončila pětileté funkční období, ve volbách roku 1924 mandát buď neobhájila, nebo vůbec nekandidovala.
Při sčítání lidu 1921 byla vdovou a bydlela v domě čp. 57 se svými dvěma syny, Prokopem a Vojtěchem. Celá rodina se hlásila k Českobratrské církvi evangelické.